# Actia rufibasis
Actia rufibasis là một loài ruồi trong họ Tachinidae.